# Tyrrell 015
Chronologie des modèles (1986)
Tyrrell 014 Tyrrell DG016
La Tyrrell 015 est une monoplace de Formule 1 engagée par l'écurie britannique Tyrrell Racing dans le cadre du championnat du monde de Formule 1 1986, à partir de la quatrième manche de la saison, à Monaco. Elle est pilotée par le Britannique Martin Brundle et le Français Philippe Streiff. Elle est mue par un moteur V6 Renault turbocompressé.

## Résultats en championnat du monde de Formule 1
| Saison | Écurie                    | Moteur            | Pneus    | Pilotes          | Courses | Courses | Courses | Courses | Courses | Courses | Courses | Courses | Courses | Courses | Courses | Courses | Courses | Courses | Courses | Courses | Points inscrits | Classement |
| Saison | Écurie                    | Moteur            | Pneus    | Pilotes          | 1       | 2       | 3       | 4       | 5       | 6       | 7       | 8       | 9       | 10      | 11      | 12      | 13      | 14      | 15      | 16      | Points inscrits | Classement |
| ------ | ------------------------- | ----------------- | -------- | ---------------- | ------- | ------- | ------- | ------- | ------- | ------- | ------- | ------- | ------- | ------- | ------- | ------- | ------- | ------- | ------- | ------- | --------------- | ---------- |
| 1986   | Data General Team Tyrrell | Renault EF15 V6 T | Goodyear |                  | BRÉ     | ESP     | SMR     | MON     | BEL     | CAN     | DET     | FRA     | GBR     | ALL     | HON     | AUT     | ITA     | POR     | MEX     | AUS     | 11              | 7e         |
| 1986   | Data General Team Tyrrell | Renault EF15 V6 T | Goodyear | Martin Brundle   |         |         |         | Abd.    | Abd.    | 9e      | Abd.    | 10e     | 5e      | Abd.    | 6e      | Abd.    | 10e     | Abd.    | 11e     | 4e      | 11              | 7e         |
| 1986   | Data General Team Tyrrell | Renault EF15 V6 T | Goodyear | Philippe Streiff |         |         |         | 11e     | 12e     |         |         | Abd.    | 6e      | Abd.    | 8e      | Abd.    | 9e      | Abd.    | Abd.    | 5e      | 11              | 7e         |

Légende : ici 
* 2 points marqués avec la Tyrrell 014.